# Olympische Winterspiele 2010/Eishockey (Herren)
Das Eishockeyturnier der Herren bei den Olympischen Winterspielen 2010 in Vancouver fand vom 16. bis zum 28. Februar – so wie bei den Spielen in Turin – mit zwölf Nationalmannschaften statt. Jedoch wurden statt zuletzt 38 Partien nur noch 30 ausgetragen. Von diesen 30 Partien wurden lediglich zwei in der UBC Thunderbird Arena mit einer Kapazität von 6.800 Zuschauern ausgetragen, alle anderen fanden im 19.300 Zuschauer fassenden Canada Hockey Place statt.
Wie die Ligen der europäischen Teilnehmerländer unterbrach auch die nordamerikanische National Hockey League vom 15. Februar bis zum 1. März den Spielbetrieb der Saison 2009/10, damit die dort aktiven Spieler die Möglichkeit hatten, ihr Heimatland zu vertreten. Den Olympiasieg sicherte sich Kanada in einer Wiederauflage des Finalspiels der Olympischen Winterspiele von Salt Lake City durch einen 3:2-Sieg nach Verlängerung über die USA. Den dritten Platz belegte Finnland und gewann damit Bronze.

## Qualifikation
Für das Turnier qualifizierten sich die ersten neun Nationen der IIHF-Weltrangliste nach Abschluss der Weltmeisterschaft 2008. Zusätzlich wurden drei Teilnehmer in mehreren Qualifikationsturnieren ausgespielt.
Als beste neun Mannschaften der IIHF-Weltrangliste 2008 qualifizierten sich:
- Kanada
- Russland
- Schweden
- Finnland
- Tschechien
- USA
- Schweiz
- Slowakei
- Belarus

Über die sieben Qualifikationsturniere qualifizierten sich:
- Deutschland
- Lettland
- Norwegen

## Modus
Die zwölf Teams des olympischen Eishockeyturniers wurden in der Vorrunde in drei Gruppen zu je vier Mannschaften eingeteilt. Dabei setzten sich die drei Gruppen nach den Platzierungen der Nationalmannschaften in der IIHF-Weltrangliste nach der Weltmeisterschaft 2008 nach folgendem Schlüssel zusammen:
| Gruppe A | Gruppe B | Gruppe C |
| A1 (1)   | B1 (2)   | C1 (3)   |
| A2 (6)   | B2 (5)   | C2 (4)   |
| A3 (7)   | B3 (8)   | C3 (9)   |
| A4 (12)  | B4 (11)  | C4 (10)  |

Die ersten drei Mannschaften der Weltrangliste bildeten die Gruppenköpfe. Dahinter folgten die Mannschaften auf den Rängen 4 bis 6 an zweiter Position und 7 bis 9 an dritter. Die drei verbleibenden Plätze ermittelten die drei Qualifikanten. Der in der Weltrangliste des Jahres 2008 bestplatzierte Qualifikant wurde dabei in die Gruppe C gesetzt, der zweitbeste in Gruppe B und der drittbeste in Gruppe A. Daraus ergab sich schließlich folgende Gruppierungen:
| Gruppe A      | Gruppe B       | Gruppe C         |
| Kanada (1)    | Russland (2)   | Schweden (3)     |
| USA (6)       | Tschechien (5) | Finnland (4)     |
| Schweiz (7)   | Slowakei (8)   | Belarus (9)      |
| Norwegen (12) | Lettland (11)  | Deutschland (10) |

Innerhalb der Gruppen spielen die Mannschaften zunächst nach dem Modus Jeder-gegen-Jeden, sodass jede Mannschaft zunächst drei Spiele bestreitet. Nach ihren Ergebnissen in der Vorrunde – zunächst nach der Platzierung innerhalb der Gruppe, anschließend nach Punkten, Tordifferenz, erzielten Toren und schließlich nach dem Weltranglisten-Platz – werden die Mannschaften dann auf die Positionen 1 bis 12 einer neu ermittelten Setzliste eingeteilt.
Die drei Gruppenersten sowie der beste der drei Gruppenzweiten qualifizierten sich automatisch für das Viertelfinale. Die verbleibenden acht Teams spielten in einer Viertelfinal-Qualifikation die verbleibenden vier Plätze im Viertelfinale aus. Das Team auf dem fünften Rang der Setzliste traf dabei auf das zwölftplatzierte, das sechstplatzierte auf das elftplatzierte, das siebtplatzierte auf das zehntplatzierte und das achtplatzierte auf das neuntplatzierte. Die siegreichen Play-off-Qualifikanten spielten anschließend im Viertelfinale gegen eines der vier automatisch qualifizierten Teams. Die Sieger daraus trafen im Halbfinale aufeinander, wobei die Sieger das Finale um die Goldmedaille und die Verlierer das Spiel um die Bronzemedaille bestritten.

## Austragungsorte
| \| Vancouver \|             |
| Austragungsort des Turniers |
| Vancouver                   |

| Vancouver |

## Vorrunde

### Gruppe A

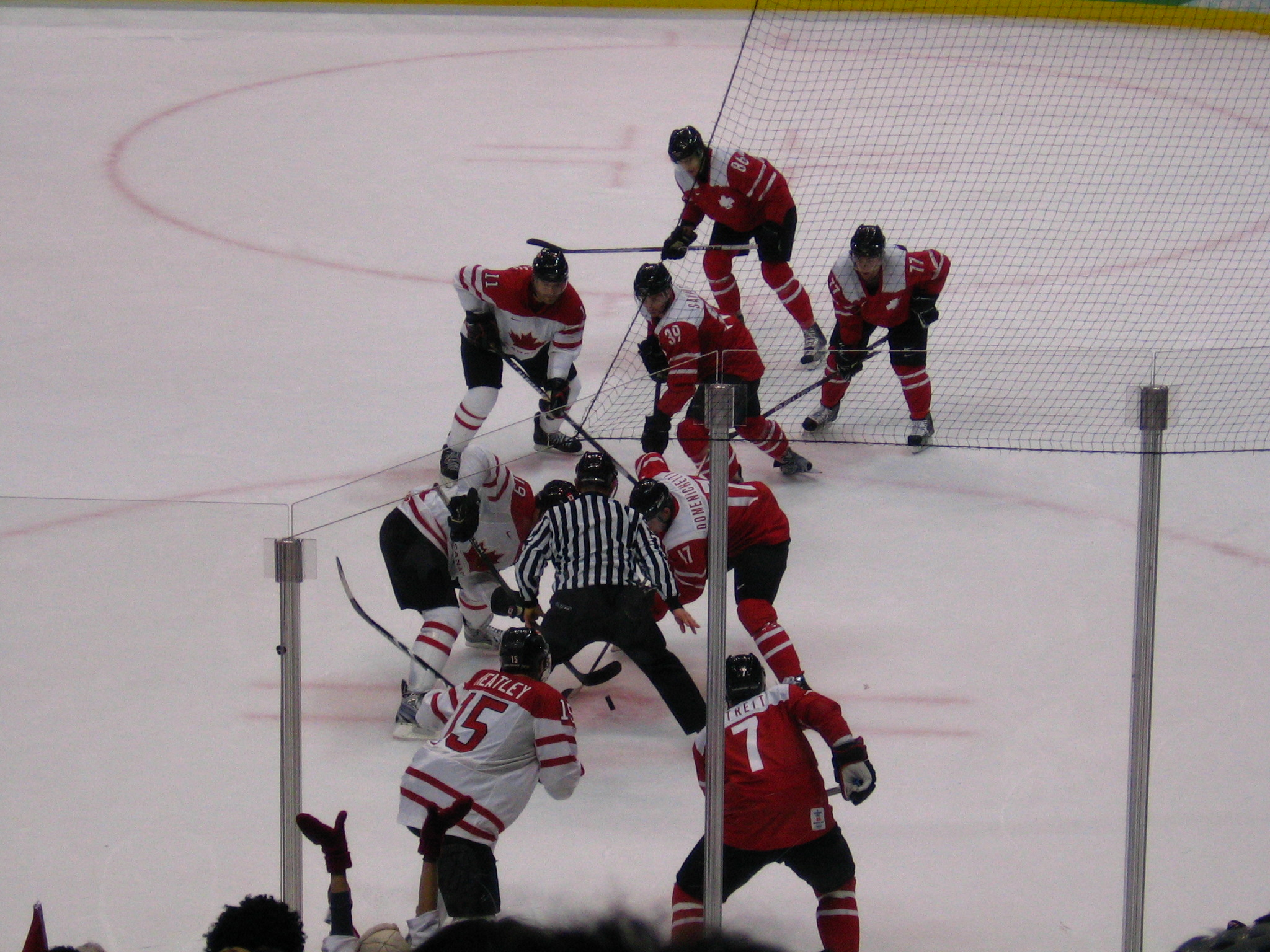
Bully in der Partie zwischen der Schweiz und Kanada

In der Gruppe A, der die beiden nordamerikanischen Teams angehörten, setzte sich zur Überraschung vieler das Team der Vereinigten Staaten als Gruppensieger durch.
Am Auftaktspieltag siegten sowohl die USA gegen die Schweiz und Kanada gegen Norwegen. Während die Amerikaner beim 3:1 noch nicht zu überzeugen wussten, siegte Turnierfavorit Kanada souverän mit 8:0. Nach dem zweiten Spieltag übernahmen die USA die Führung in der Gruppe, da die Kanadier trotz einer zwischenzeitlichen 2:0-Führung nicht über ein 3:2 im Penaltyschießen gegen die Schweiz hinauskamen. Somit benötigten die Gastgeber im abschließenden Spiel gegen den Erzrivalen einen Sieg, um die direkte Viertelfinalqualifikation zu schaffen. Die Amerikaner siegten in einem engen Spiel jedoch mit 5:3 – es war die erste Olympia-Niederlage der Kanadier gegen ihren Nachbarn seit dem 1:2 in der Olympia-Finalrunde 1960. Die Schweiz sicherte sich durch einen Sieg in der Verlängerung über Norwegen den dritten Rang.
Letztlich qualifizierten sich die Vereinigten Staaten als bestes Team aller Vorrundengruppen direkt fürs Viertelfinale, die Kanadier belegten nach der Vorrunde den sechsten Rang. Die Schweiz und Norwegen belegten die Ränge 8 und 10.
| 16. Februar 2010 12:00 Uhr (Ortszeit) | 16. Februar 2010 21:00 Uhr (MEZ) | USA B. Ryan (18:59) D. Backes (25:52) R. Malone (28:25) | 3:1 (1:0, 2:0, 0:1) Spielbericht | Schweiz R. Wick (49:25) | Canada Hockey Place, Vancouver Zuschauer: 16.706 |

| 16. Februar 2010 16:30 Uhr | 17. Februar 2010 1:30 Uhr | Kanada J. Iginla (22:30) D. Heatley (24:27) M. Richards (31:06) R. Getzlaf (44:29) D. Heatley (46:43) J. Iginla (47:36) C. Perry (51:03) J. Iginla (58:11) | 8:0 (0:0, 3:0, 5:0) Spielbericht | Norwegen | Canada Hockey Place, Vancouver Zuschauer: 16.652 |

| 18. Februar 2010 12:00 Uhr | 18. Februar 2010 21:00 Uhr | USA P. Kessel (2:39) C. Drury (13:04) P. Kane (25:52) R. Malone (54:19) B. Rafalski (57:00) B. Rafalski (59:23) | 6:1 (2:0, 1:1, 3:0) Spielbericht | Norwegen M. Holtet (28:37) | Canada Hockey Place, Vancouver Zuschauer: 16.710 |

| 18. Februar 2010 16:30 Uhr | 19. Februar 2010 1:30 Uhr | Schweiz I. Rüthemann (28:59) P. von Gunten (39:50) | 2:3 n. P. (0:1, 2:1, 0:0, 0:0, 0:1) Spielbericht | Kanada D. Heatley (9:21) P. Marleau (20:35) S. Crosby (PS) | Canada Hockey Place, Vancouver Zuschauer: 17.019 |

| 20. Februar 2010 12:00 Uhr | 20. Februar 2010 21:00 Uhr | Norwegen T. Vikingstad (12:21) M. Hansen (25:24) T. Vikingstad (38:46) T. Vikingstad (52:18) | 4:5 n. V. (1:1, 2:2, 1:1, 0:1) Spielbericht | Schweiz J. Sprunger (1:03) R. Wick (29:15) R. Sannitz (35:42) S. Blindenbacher (49:56) R. Lemm (62:28) | Canada Hockey Place, Vancouver Zuschauer: 16.952 |

| 21. Februar 2010 16:40 Uhr | 22. Februar 2010 1:40 Uhr | Kanada E. Staal (8:53) D. Heatley (23:32) S. Crosby (56:51) | 3:5 (1:2, 1:1, 1:2) Spielbericht | USA B. Rafalski (0:41) B. Rafalski (9:15) C. Drury (36:46) J. Langenbrunner (47:09) R. Kesler (59:15) | Canada Hockey Place, Vancouver Zuschauer: 18.561 |

| Pl. |          | Sp | S | OTS | OTN | N | Tore  | Punkte |
| 1.  | USA      | 3  | 3 | 0   | 0   | 0 | 14:05 | 9      |
| 2.  | Kanada   | 3  | 1 | 1   | 0   | 1 | 14:07 | 5      |
| 3.  | Schweiz  | 3  | 0 | 1   | 1   | 1 | 08:10 | 3      |
| 4.  | Norwegen | 3  | 0 | 0   | 1   | 2 | 05:19 | 1      |

Abkürzungen: Pl. = Platz, Sp = Spiele, S = Siege, OTS = Siege nach Verlängerung (Overtime) oder Penaltyschießen, OTN = Niederlagen nach Verlängerung oder Penaltyschießen, N = Niederlagen

Erläuterungen: direkte Qualifikation für das Viertelfinale

### Gruppe B

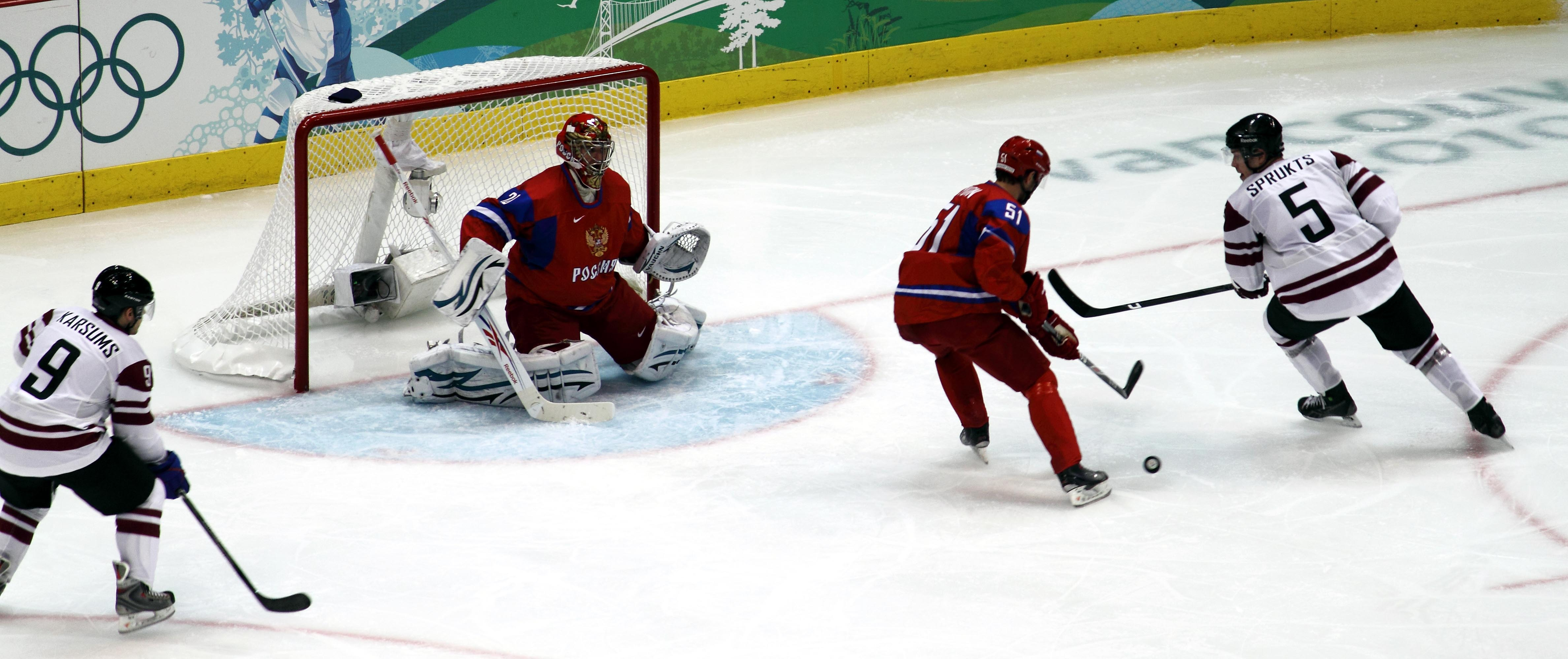
Szene aus der Partie zwischen Russland und Lettland

Mit den Ländern Russland, Tschechien und der Slowakei kristallisierte sich die Gruppe B als die ausgeglichenste des Turniers heraus. Trotz einer Niederlage erreichte Mitfavorit Russland das Viertelfinale auf direktem Weg.
Russland mit einem 8:2-Sieg und Tschechien mit einem 3:1-Sieg über das Nachbarland Slowakei hatten – wie erwartet – einen guten Start ins Turnier. Am zweiten Spieltag sorgten die Slowaken allerdings für eine der größten Überraschungen der Vorrunde, als sie Doppelweltmeister Russland mit 2:1 in der Verlängerung schlugen. Da Tschechien und die Slowakei in der Folge auch ihre Partie gegen Lettland gewannen, kam es im letzten Gruppenspiel zum direkten Duell um den Gruppensieg. Dort besiegte Russland die Tschechen mit 4:2. Somit belegten die Tschechen den zweiten Rang hinter Russland, jedoch vor der Slowakei und Lettland.
Als Gesamtdritter der Vorrunde zogen die Russen direkt ins Viertelfinale ein. Tschechien und die Slowakei wurden für die Viertelfinalqualifikation nach ihren Ergebnissen an die fünfte und siebte Position gesetzt. Lettland wurde als schlechtestes Team der Vorrunde auf den zwölften Platz gesetzt.
| 16. Februar 2010 21:00 Uhr (Ortszeit) | 17. Februar 2010 6:00 Uhr (MEZ) | Russland D. Saripow (2:38) A. Radulow (7:46) A. Owetschkin (19:25) J. Malkin (38:18) A. Owetschkin (40:59) D. Saripow (41:30) I. Kowaltschuk (43:04) A. Morosow (58:57) | 8:2 (3:0, 1:0, 4:2) Spielbericht | Lettland H. Vasiļjevs (40:33) Ģ. Ankipāns (43:35) | Canada Hockey Place, Vancouver Zuschauer: 16.862 |

| 17. Februar 2010 21:00 Uhr | 18. Februar 2010 6:00 Uhr | Tschechien P. Eliáš (9:02) J. Jágr (37:56) T. Plekanec (39:58) | 3:1 (1:0, 2:1, 0:0) Spielbericht | Slowakei M. Gáborík (20:47) | Canada Hockey Place, Vancouver Zuschauer: 16.924 |

| 18. Februar 2010 21:00 Uhr | 19. Februar 2010 6:00 Uhr | Slowakei M. Hossa (49:48) P. Demitra (PS) | 2:1 n. P. (0:0, 0:1, 1:0, 0:0, 1:0) Spielbericht | Russland A. Morosow (25:32) | Canada Hockey Place, Vancouver Zuschauer: 17.202 |

| 19. Februar 2010 16:30 Uhr | 20. Februar 2010 1:30 Uhr | Tschechien D. Krejčí (2:30) T. Plekanec (3:33) J. Jágr (5:07) T. Kaberle (26:33) P. Eliáš (59:42) | 5:2 (3:0, 1:2, 1:0) Spielbericht | Lettland K. Sotnieks (35:30) Ģ. Ankipāns (38:26) | Canada Hockey Place, Vancouver Zuschauer: 16.984 |

| 20. Februar 2010 16:30 Uhr | 21. Februar 2010 1:30 Uhr | Lettland | 0:6 (0:3, 0:2, 0:1) Spielbericht | Slowakei Ľ. Višňovský (2:44) R. Zedník (9:11) J. Stümpel (17:08) M. Hossa (21:07) M. Handzuš (22:20) I. Baranka (57:20) | Canada Hockey Place, Vancouver Zuschauer: 17.023 |

| 21. Februar 2010 12:00 Uhr | 21. Februar 2010 21:00 Uhr | Russland J. Malkin (15:13) W. Koslow (34:34) J. Malkin (41:49) P. Dazjuk (59:47) | 4:2 (1:1, 1:0, 2:1) Spielbericht | Tschechien T. Plekanec (19:06) M. Michálek (54:51) | Canada Hockey Place, Vancouver Zuschauer: 17.114 |

| Pl. |            | Sp | S | OTS | OTN | N | Tore  | Punkte |
| 1.  | Russland   | 3  | 2 | 0   | 1   | 0 | 13:06 | 7      |
| 2.  | Tschechien | 3  | 2 | 0   | 0   | 1 | 10:07 | 6      |
| 3.  | Slowakei   | 3  | 1 | 1   | 0   | 1 | 09:04 | 5      |
| 4.  | Lettland   | 3  | 0 | 0   | 0   | 3 | 04:19 | 0      |

Abkürzungen: Pl. = Platz, Sp = Spiele, S = Siege, OTS = Siege nach Verlängerung (Overtime) oder Penaltyschießen, OTN = Niederlagen nach Verlängerung oder Penaltyschießen, N = Niederlagen

Erläuterungen: direkte Qualifikation für das Viertelfinale

### Gruppe C

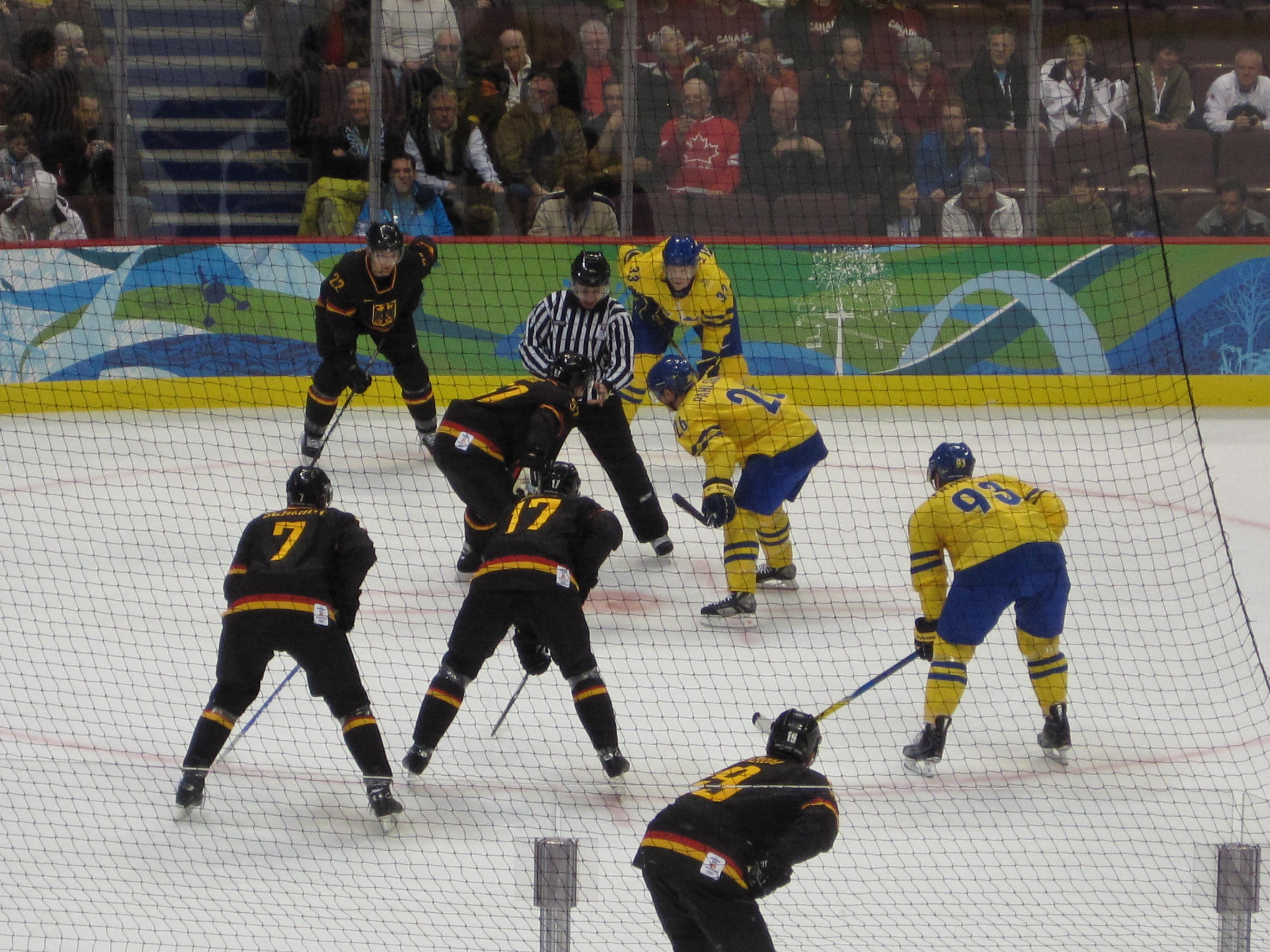
Marcel Goc (links, Deutschland) und Samuel Påhlsson (Schweden) beim Anspiel

In der Gruppe C qualifizierten sich die beiden skandinavischen Nationen Schweden und Finnland souverän für das Viertelfinale. Beide hatten bei den Winterspielen 2006 in Turin das Finalspiel bestritten.
Zum Auftakt gewannen die Finnen souverän gegen Belarus, während die Schweden beim 2:0-Sieg über Deutschland erhebliche Probleme hatten. Beide Mannschaften untermauerten am zweiten Gruppenspieltag mit weiteren Siegen aber ihre Favoritenstellung. In den zwei letzten Spielen gewann Belarus gegen Deutschland mit 5:3, obwohl diese noch kurz vor Spielende einen Zwei-Tore-Rückstand egalisiert hatten. Schweden gewann mit 3:0 gegen Finnland und blieb somit im zweiten Spiel ohne Gegentor. Gleichzeitig sicherten sie sich den Gruppensieg vor Finnland. Belarus wurde Dritter vor Deutschland.
Als Gesamtzweiter und -vierter der Vorrunde erreichten sowohl Schweden als auch Finnland direkt das Viertelfinale. Finnland war der beste Gruppenzweite aller Gruppen. Die Belarussen belegten den neunten Rang im Endklassement der Vorrunde, während die Deutschen als Vorletzter in die Viertelfinal-Qualifikation gingen.
| 17. Februar 2010 12:00 Uhr (Ortszeit) | 17. Februar 2010 21:00 Uhr (MEZ) | Finnland O. Jokinen (3:24) N. Hagman (17:50) N. Hagman (36:52) V. Filppula (40:23) J. Ruutu (52:59) | 5:1 (2:0, 1:1, 2:0) Spielbericht | Belarus S. Kaszizyn (20:21) | Canada Hockey Place, Vancouver Zuschauer: 16.639 |

| 17. Februar 2010 16:30 Uhr | 18. Februar 2010 1:30 Uhr | Schweden M. Öhlund (24:29) L. Eriksson (34:13) | 2:0 (0:0, 2:0, 0:0) Spielbericht | Deutschland | Canada Hockey Place, Vancouver Zuschauer: 16.966 |

| 19. Februar 2010 12:00 Uhr | 19. Februar 2010 21:00 Uhr | Belarus D. Mjaleschka (34:40) D. Mjaleschka (51:33) | 2:4 (0:2, 1:1, 1:1) Spielbericht | Schweden D. Sedin (6:40) D. Alfredsson (9:04) J. Franzén (29:35) D. Alfredsson (59:49) | Canada Hockey Place, Vancouver Zuschauer: 16.878 |

| 19. Februar 2010 21:00 Uhr | 20. Februar 2010 6:00 Uhr | Finnland T. Ruutu (4:21) K. Timonen (24:04) K. Timonen (36:03) J. Ruutu (47:10) J. Pitkänen (49:01) | 5:0 (1:0, 2:0, 2:0) Spielbericht | Deutschland | Canada Hockey Place, Vancouver Zuschauer: 16.662 |

| 20. Februar 2010 21:00 Uhr | 21. Februar 2010 6:00 Uhr | Deutschland D. Seidenberg (5:39) J. Tripp (51:49) M. Goc (52:10) | 3:5 (1:1, 0:1, 2:3) Spielbericht | Belarus A. Uharau (10:43) A. Kaljuschny (28:36) S. Kaszizyn (51:10) R. Salej (54:36) A. Kaljuschny (58:45) | Canada Hockey Place, Vancouver Zuschauer: 16.979 |

| 21. Februar 2010 21:00 Uhr | 22. Februar 2010 6:00 Uhr | Schweden L. Eriksson (6:41) N. Bäckström (24:19) L. Eriksson (38:08) | 3:0 (1:0, 2:0, 0:0) Spielbericht | Finnland | Canada Hockey Place, Vancouver Zuschauer: 17.410 |

| Pl. |             | Sp | S | OTS | OTN | N | Tore  | Punkte |
| 1.  | Schweden    | 3  | 3 | 0   | 0   | 0 | 09:02 | 9      |
| 2.  | Finnland    | 3  | 2 | 0   | 0   | 1 | 10:04 | 6      |
| 3.  | Belarus     | 3  | 1 | 0   | 0   | 2 | 08:12 | 3      |
| 4.  | Deutschland | 3  | 0 | 0   | 0   | 3 | 03:12 | 0      |

Abkürzungen: Pl. = Platz, Sp = Spiele, S = Siege, OTS = Siege nach Verlängerung (Overtime) oder Penaltyschießen, OTN = Niederlagen nach Verlängerung oder Penaltyschießen, N = Niederlagen

Erläuterungen: direkte Qualifikation für das Viertelfinale

### Setzliste nach der Gruppenphase
Die folgende Setzliste entschied über die Paarungen der Play-offs für das Viertelfinale sowie über das Viertelfinale selbst. In der Tabelle sind nur die für eine Differenzierung notwendigen Kriterien (Platzierung in der Gruppe; Punkte; Tordifferenz) aufgeführt, während die weiteren, nicht benötigen Kriterien dem Abschnitt Modus zu entnehmen sind.
| Rang |             | Gruppe | Platz | Punkte | Tordifferenz |
| 1    | USA         | A      | 1     | 9      | +9           |
| 2    | Schweden    | C      | 1     | 9      | +7           |
| 3    | Russland    | B      | 1     | 7      | +7           |
| 4    | Finnland    | C      | 2     | 6      | +6           |
| 5    | Tschechien  | B      | 2     | 6      | +3           |
| 6    | Kanada      | A      | 2     | 5      | +7           |
| 7    | Slowakei    | B      | 3     | 5      | +5           |
| 8    | Schweiz     | A      | 3     | 3      | −2           |
| 9    | Belarus     | C      | 3     | 3      | −4           |
| 10   | Norwegen    | A      | 4     | 1      | −14          |
| 11   | Deutschland | C      | 4     | 0      | −9           |
| 12   | Lettland    | B      | 4     | 0      | −15          |

Erläuterungen: direkte Qualifikation für das Viertelfinale

## Finalrunde
|  | Viertelfinal-Qualifikation | Viertelfinal-Qualifikation | Viertelfinal-Qualifikation |            |                  | Viertelfinale    | Viertelfinale    | Viertelfinale |        |   | Halbfinale | Halbfinale | Halbfinale |  |  | Finale | Finale | Finale |
|  |                            |                            |                            |            |                  |                  |                  |               |        |   |            |            |            |  |  |        |        |        |
|  |                            |                            |                            |            |                  |                  |                  |               |        |   |            |            |            |  |  |        |        |        |
|  |                            | 1                          | USA                        | 2          |                  |                  |                  |               |        |   |            |            |            |  |  |        |        |        |
|  |                            |                            |                            | 2          |                  |                  |                  |               |        |   |            |            |            |  |  |        |        |        |
|  |                            |                            | 8                          | Schweiz    | 0                |                  |                  |               |        |   |            |            |            |  |  |        |        |        |
|  | 8                          | Schweiz                    | 8                          | Schweiz    | 0                | 3                |                  |               |        |   |            |            |            |  |  |        |        |        |
|  | 8                          | Schweiz                    |                            |            |                  |                  |                  |               |        |   |            |            |            |  |  |        |        |        |
|  | 9                          | Belarus                    | 2                          |            |                  |                  |                  |               |        |   |            |            |            |  |  |        |        |        |
|  | 9                          | Belarus                    | 2                          |            | 1                | USA              | 6                |               |        |   |            |            |            |  |  |        |        |        |
|  |                            |                            |                            |            |                  |                  |                  |               |        |   |            |            |            |  |  |        |        |        |
|  |                            | 4                          | Finnland                   | 1          |                  |                  |                  |               |        |   |            |            |            |  |  |        |        |        |
|  |                            | 4                          | Finnland                   | 1          |                  |                  |                  |               |        |   |            |            |            |  |  |        |        |        |
|  |                            |                            |                            |            |                  |                  |                  |               |        |   |            |            |            |  |  |        |        |        |
|  |                            |                            |                            |            |                  |                  |                  |               |        |   |            |            |            |  |  |        |        |        |
|  |                            | 4                          | Finnland                   | 2          |                  |                  |                  |               |        |   |            |            |            |  |  |        |        |        |
|  |                            |                            |                            | 2          |                  |                  |                  |               |        |   |            |            |            |  |  |        |        |        |
|  |                            |                            | 5                          | Tschechien | 0                |                  |                  |               |        |   |            |            |            |  |  |        |        |        |
|  | 5                          | Tschechien                 | 5                          | Tschechien | 0                | 3                |                  |               |        |   |            |            |            |  |  |        |        |        |
|  | 5                          | Tschechien                 |                            |            |                  |                  |                  |               |        |   |            |            |            |  |  |        |        |        |
|  | 12                         | Lettland                   | 2                          |            |                  |                  |                  |               |        |   |            |            |            |  |  |        |        |        |
|  | 12                         | Lettland                   | 2                          | 1          | USA              | 2                |                  |               |        |   |            |            |            |  |  |        |        |        |
|  |                            |                            |                            |            |                  |                  |                  |               |        |   |            |            |            |  |  |        |        |        |
|  |                            | 6                          | Kanada                     | 3          |                  |                  |                  |               |        |   |            |            |            |  |  |        |        |        |
|  |                            | 6                          | Kanada                     | 3          |                  |                  |                  |               |        |   |            |            |            |  |  |        |        |        |
|  |                            |                            |                            |            |                  |                  |                  |               |        |   |            |            |            |  |  |        |        |        |
|  |                            |                            |                            |            |                  |                  |                  |               |        |   |            |            |            |  |  |        |        |        |
|  |                            | 3                          | Russland                   | 3          | Spiel um Platz 3 | Spiel um Platz 3 | Spiel um Platz 3 |               |        |   |            |            |            |  |  |        |        |        |
|  |                            |                            |                            | 3          | Spiel um Platz 3 | Spiel um Platz 3 | Spiel um Platz 3 |               |        |   |            |            |            |  |  |        |        |        |
|  |                            |                            | 6                          | Kanada     | 7                |                  |                  |               |        |   |            |            |            |  |  |        |        |        |
|  | 6                          | Kanada                     | 6                          | Kanada     | 7                | 8                | 4                | Finnland      | 5      |   |            |            |            |  |  |        |        |        |
|  | 6                          | Kanada                     |                            |            |                  |                  | 4                | Finnland      | 5      |   |            |            |            |  |  |        |        |        |
|  | 11                         | Deutschland                | 2                          |            | 7                | Slowakei         | 3                |               |        |   |            |            |            |  |  |        |        |        |
|  | 11                         | Deutschland                | 2                          |            | 7                | Slowakei         | 3                | 6             | Kanada | 3 |            |            |            |  |  |        |        |        |
|  |                            |                            |                            |            |                  |                  |                  |               | Kanada | 3 |            |            |            |  |  |        |        |        |
|  |                            | 7                          | Slowakei                   | 2          |                  |                  |                  |               |        |   |            |            |            |  |  |        |        |        |
|  |                            | 7                          | Slowakei                   | 2          |                  |                  |                  |               |        |   |            |            |            |  |  |        |        |        |
|  |                            |                            |                            |            |                  |                  |                  |               |        |   |            |            |            |  |  |        |        |        |
|  |                            |                            |                            |            |                  |                  |                  |               |        |   |            |            |            |  |  |        |        |        |
|  |                            | 2                          | Schweden                   | 3          |                  |                  |                  |               |        |   |            |            |            |  |  |        |        |        |
|  |                            |                            |                            | 3          |                  |                  |                  |               |        |   |            |            |            |  |  |        |        |        |
|  |                            |                            | 7                          | Slowakei   | 4                |                  |                  |               |        |   |            |            |            |  |  |        |        |        |
|  | 7                          | Slowakei                   | 7                          | Slowakei   | 4                | 4                |                  |               |        |   |            |            |            |  |  |        |        |        |
|  | 7                          | Slowakei                   |                            |            |                  |                  |                  |               |        |   |            |            |            |  |  |        |        |        |
|  | 10                         | Norwegen                   | 3                          |            |                  |                  |                  |               |        |   |            |            |            |  |  |        |        |        |

### Viertelfinal-Qualifikation
Die Partien der Viertelfinal-Qualifikation waren mit Ausnahme einer Partie sehr ausgeglichen. Gleich drei der vier Partien wurden mit nur einem Tor Differenz entschieden, davon je eines in der Overtime und im Penaltyschießen. Lediglich die Kanadier gewannen im ungleichen Duell mit Deutschland souverän. Belarus, Lettland und Norwegen bereiteten ihren jeweiligen Gegnern aber erhebliche Probleme.

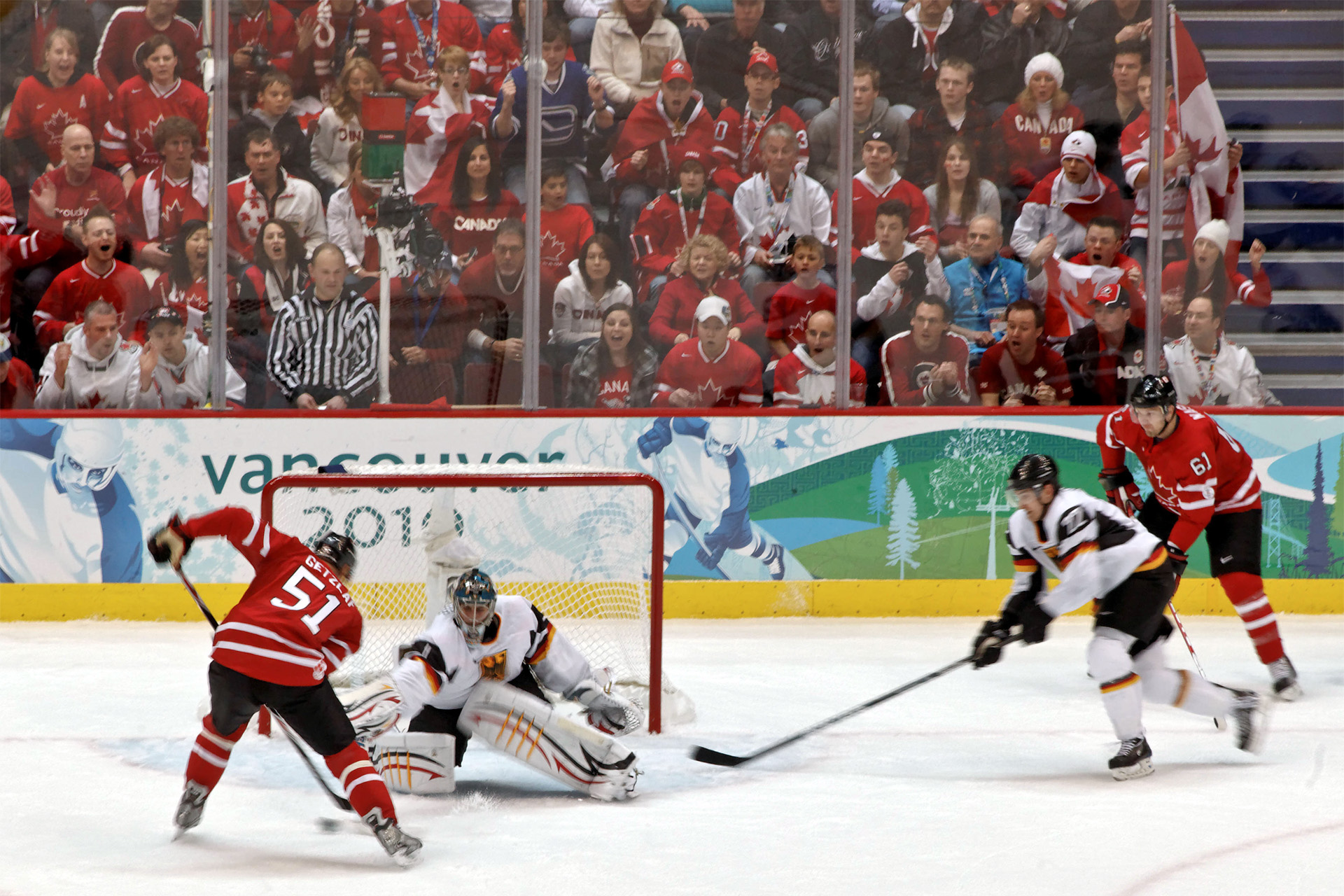
Der deutsche Torwart Thomas Greiss verhindert eine Torchance des Kanadiers Ryan Getzlaf

Das erste Viertelfinal-Qualifikationsspiel bestritten die an die achte Position gesetzten Schweizer und die unmittelbar dahinter platzierten Belarussen. Selbige gingen bereits nach 59 Sekunden durch Aljaksej Kaljuschny in Führung. Nach 27 Minuten hatte die Schweiz die Partie aber gedreht und führte mit 2:1. Noch vor Ende des zweiten Drittels glichen die Belarussen durch Kanstanzin Sacharau aber aus. Nach torlosem Schlussabschnitt und Verlängerung sorgte Romano Lemm mit seinem Treffer im Penaltyschießen für die Entscheidung und den Viertelfinaleinzug der Eidgenossen.
Im zweiten Viertelfinal-Qualifikationsspiel meldeten sich die Kanadier mit einem souveränen 8:2-Sieg über Deutschland im Kreis der Favoriten zurück. Vor allem im zweiten und dritten Drittel zeigten die Kanadier ihre Klasse. Insgesamt trafen auf Seiten Kanadas sieben verschiedene Spieler das Tor. Lediglich Jarome Iginla traf im Mittelabschnitt doppelt. Für Deutschland erzielten Marcel Goc und Manuel Klinge die Tore zum zwischenzeitlichen 1:4 und 2:8-Endstand.
Aufgrund des Turniermodus trafen in der dritten Partie Tschechien und Lettland aufeinander. Beide hatten bereits in der Vorrundengruppe gegeneinander gespielt und Tschechien mit 5:2 gewonnen. Zwar konnten die Tschechen auch diesmal die frühe Führung durch Tomáš Rolinek und Tomáš Fleischmann erzielen, doch in der Schlussphase bestraften die Letten die tschechische Unbekümmertheit. Mārtiņš Cipulis und Miķelis Rēdlihs glichen durch Treffer in der Schlussphase aus. Erst in der sechsten Minute der Verlängerung erlöste David Krejčí Tschechien und ebnete den Weg ins Viertelfinale.
Das vierte Spiel sah die Slowaken als drittes Team der Gruppe B ins Viertelfinale einziehen. Sie besiegten die Norweger mit 4:3. Die Slowaken verspielten im Laufe der Partie ebenfalls eine Zwei-Tore-Führung, die Michal Handzuš, Marián Gáborík und Richard Zedník herausgeschossen hatten. Dennoch glichen die Norweger mit der Schlusssirene zur zweiten Drittelpause zum 3:3 durch Anders Bastiansen aus. Der Slowake Miroslav Šatan besorgte in der 49. Minute das 4:3-Endergebnis.
| 23. Februar 2010 12:00 Uhr (Ortszeit) | 23. Februar 2010 21:00 Uhr (MEZ) | Schweiz J. Sprunger (12:25) H. Domenichelli (27:07) R. Lemm (PS) | 3:2 n. P. (1:1, 1:1, 0:0, 0:0, 1:0) Spielbericht | Belarus A. Kaljuschny (0:59) K. Sacharau (35:42) | Canada Hockey Place, Vancouver Zuschauer: 17.397 |

| 23. Februar 2010 16:30 Uhr | 24. Februar 2010 1:30 Uhr | Kanada J. Thornton (10:13) S. Weber (22:32) J. Iginla (23:41) J. Iginla (28:50) S. Crosby (41:10) M. Richards (46:41) S. Niedermayer (51:22) R. Nash (56:28) | 8:2 (1:0, 3:1, 4:1) Spielbericht | Deutschland M. Goc (36:34) M. Klinge (58:58) | Canada Hockey Place, Vancouver Zuschauer: 17.723 |

| 23. Februar 2010 19:00 Uhr | 24. Februar 2010 4:00 Uhr | Tschechien T. Rolinek (5:52) T. Fleischmann (11:06) D. Krejčí (65:10) | 3:2 n. V. (2:0, 0:0, 0:2, 1:0) Spielbericht | Lettland M. Cipulis (52:02) M. Rēdlihs (56:19) | UBC Thunderbird Arena, Vancouver Zuschauer: 5.448 |

| 23. Februar 2010 21:00 Uhr | 24. Februar 2010 6:00 Uhr | Slowakei M. Handzuš (7:03) M. Gáborík (9:48) R. Zedník (18:52) M. Šatan (48:41) | 4:3 (3:1, 0:2, 1:0) Spielbericht | Norwegen M. Zuccarello Aasen (18:06) T. Vikingstad (27:27) A. Bastiansen (39:59) | Canada Hockey Place, Vancouver Zuschauer: 17.583 |

### Viertelfinale

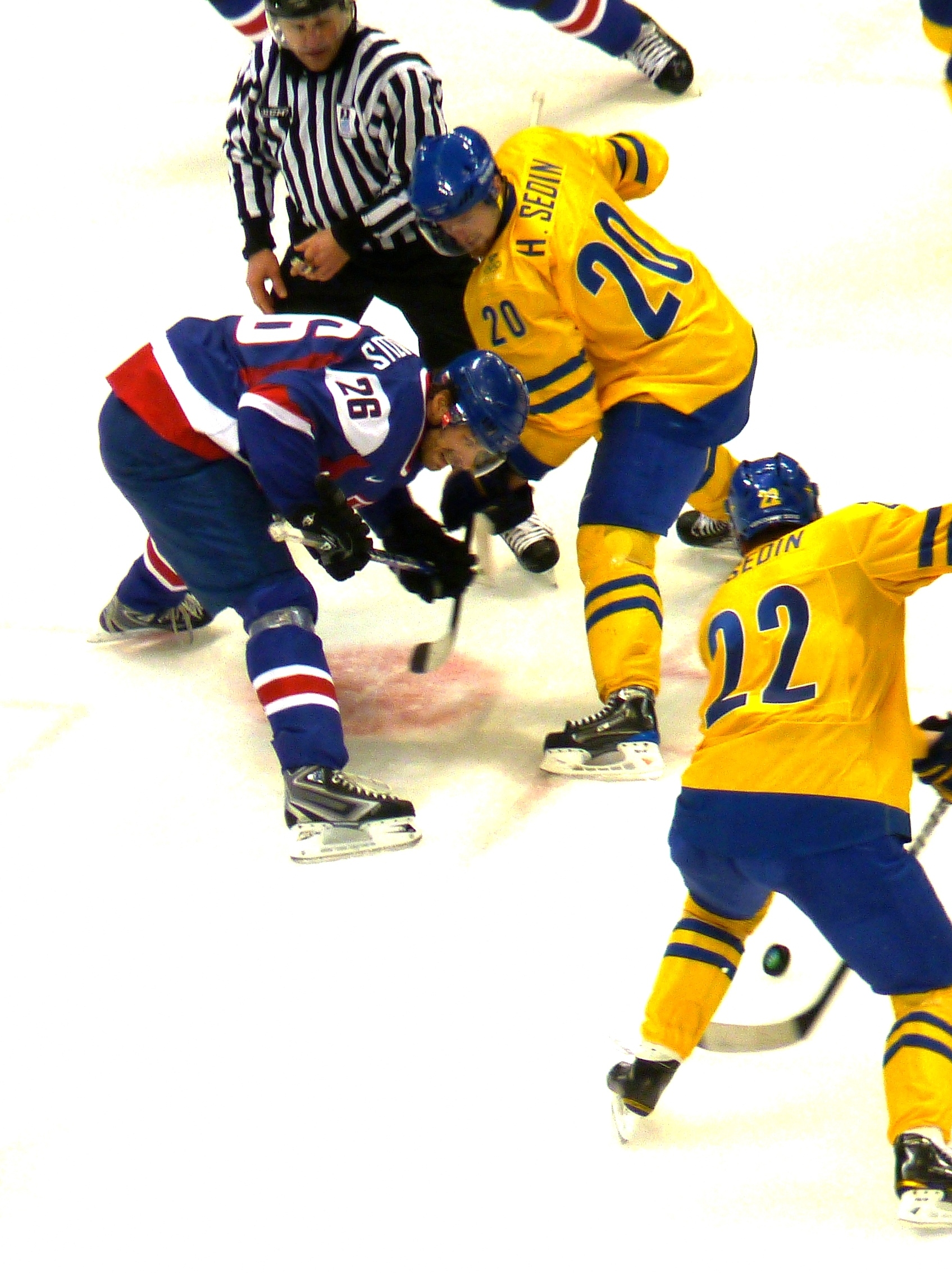
Henrik Sedin (rechts, Schweden) und Michal Handzuš (Slowakei) im direkten Duell

Ähnlich der Viertelfinal-Qualifikation gestalteten sich auch die Begegnungen des Viertelfinals als sehr ausgeglichen. Zwar ging keine Partie über die reguläre Spielzeit von 60 Minuten hinaus, jedoch wurden drei Partien erst in der Schlussphase entschieden. Die von vielen als mögliche Finalpaarung anvisierte Partie zwischen Kanada und Russland stieg aufgrund des schwachen Abschneidens der Kanadier bereits im Viertelfinale.
- Im ersten Viertelfinale bereiteten die Schweizer den in der Vorrunde so souveränen Amerikanern erhebliche Probleme. Erst in der 43. Minute hatte Zach Parise die Führung für die USA erzielt, nachdem ihnen ein Treffer im zweiten Drittel knapp nach dem Ablauf der Uhr noch verwehrt geblieben war. Mit seinem zweiten Treffer zwölf Sekunden vor dem Ende besiegelte Parise den Einzug der US-Amerikaner ins Halbfinale und das Ausscheiden der Eidgenossen.
- Die mit Spannung erwartete Begegnung zwischen Russland und Kanada nahm einen eher unerwarteten Verlauf. Die Kanadier führten nach dem ersten Drittel bereits mit 4:1. Diesen Vorsprung bauten sie bis zur 30. Minute auf 7:2 aus. Mit sechs verschiedenen Torschützen zeigte sich erneut die Ausgeglichenheit des Kaders. Sergei Gontschar betrieb mit dem 3:7 noch ein wenig Ergebniskosmetik.
- Das Spiel zwischen Finnland und Tschechien wurde erst in den letzten sieben Minuten entschieden. Bis dahin hatte die Partie 0:0 gestanden und sich in allen Belangen ausgeglichen gestaltet. Die Treffer von Niklas Hagman und Valtteri Filppula sorgten schließlich für den Halbfinaleinzug Finnlands.
- Abwechslungsreich gestaltete sich die Begegnung zwischen Schweden und der Slowakei. Dabei gelang es mit den Slowaken einem weiteren Team, das sich über die Vorrunde für das Viertelfinale qualifiziert hatte, das schwedische Team aus dem Turnier zu werfen. Sie besiegten den Titelverteidiger mit 4:3. Die Schweden hatten kurz vor Ende des zweiten Drittels einen Zwei-Tore-Rückstand aufgeholt, hatten das Remis aber nicht in die Pause retten können. Einen weiteren Treffer der Slowaken, mit dem die abermalige Zwei-Tore-Führung verbunden war, konnten die Skandinavier nicht mehr aufholen.

| 24. Februar 2010 12:00 Uhr | 24. Februar 2010 21:00 Uhr | USA Z. Parise (42:08) Z. Parise (59:48) | 2:0 (0:0, 0:0, 2:0) Spielbericht | Schweiz | Canada Hockey Place, Vancouver Zuschauer: 17.536 |

| 24. Februar 2010 16:30 Uhr | 25. Februar 2010 1:30 Uhr | Russland D. Kalinin (14:39) M. Afinogenow (24:46) S. Gontschar (31:40) | 3:7 (1:4, 2:3, 0:0) Spielbericht | Kanada R. Getzlaf (2:21) D. Boyle (12:09) R. Nash (12:55) B. Morrow (18:18) C. Perry (23:10) S. Weber (24:07) C. Perry (29:51) | Canada Hockey Place, Vancouver Zuschauer: 17.740 |

| 24. Februar 2010 19:00 Uhr | 25. Februar 2010 4:00 Uhr | Finnland N. Hagman (53:34) V. Filppula (58:25) | 2:0 (0:0, 0:0, 2:0) Spielbericht | Tschechien | UBC Thunderbird Arena, Vancouver Zuschauer: 5.461 |

| 24. Februar 2010 21:00 Uhr | 25. Februar 2010 6:00 Uhr | Schweden P. Hörnqvist (33:49) H. Zetterberg (34:26) D. Alfredsson (49:39) | 3:4 (0:0, 2:3, 1:1) Spielbericht | Slowakei M. Gáborík (27:34) A. Sekera (28:11) P. Demitra (39:12) T. Kopecký (49:01) | Canada Hockey Place, Vancouver Zuschauer: 17.493 |

### Halbfinale
In den beiden Halbfinalpartien trafen die Vereinigten Staaten auf Finnland und Gastgeber Kanada auf die Turnierüberraschung Slowakei. Die konnten die Partie weitgehend ausgeglichen gestalten, während die US-Amerikaner problemlos das Finale erreichten.
- Im ersten Halbfinale überrollten die US-Amerikaner bereits im ersten Drittel und erreichten den Einzug ins Finalspiel schon nach 13 Minuten, als sie mit 6:0 führten. Patrick Kane hatte als einziger der US-Amerikaner zweimal getroffen. Den sichtlich geschockten Finnen fiel in der Folge nichts mehr ein und die Amerikaner verwalteten mit ihrer jungen Mannschaft die Führung. Antti Miettinen gelang fünf Minuten vor dem Ende noch der Ehrentreffer für die Skandinavier.
- Das zweite Halbfinale sah die Kanadier mit 3:2 siegen. Im ersten Drittel hatten Patrick Marleau und Brenden Morrow eine 2:0-Führung herausgeschossen, die Ryan Getzlaf im Mittelabschnitt auf 3:0 ausbaute. In der Schlussphase der Partie musste die Kanadier dann aber noch einmal zittern, da Ľubomír Višňovský und Michal Handzuš binnen kurzer Zeit die Treffer zum 1:3 und 2:3 erzielt hatten. In den letzten fünf Minuten rettete Kanada das knappe Ergebnis aber erfolgreich über die Zeit.

| 26. Februar 2010 12:00 Uhr | 26. Februar 2010 21:00 Uhr | USA R. Malone (2:04) Z. Parise (6:22) E. Johnson (8:36) P. Kane (10:08) P. Kane (12:31) P. Stastny (12:46) | 6:1 (6:0, 0:0, 0:1) Spielbericht | Finnland A. Miettinen (54:46) | Canada Hockey Place, Vancouver Zuschauer: 17.602 |

| 26. Februar 2010 18:30 Uhr | 27. Februar 2010 3:30 Uhr | Kanada P. Marleau (13:30) B. Morrow (15:17) R. Getzlaf (36:54) | 3:2 (2:0, 1:0, 0:2) Spielbericht | Slowakei Ľ. Višňovský (51:35) M. Handzuš (55:07) | Canada Hockey Place, Vancouver Zuschauer: 17.799 |

### Spiel um Platz 3

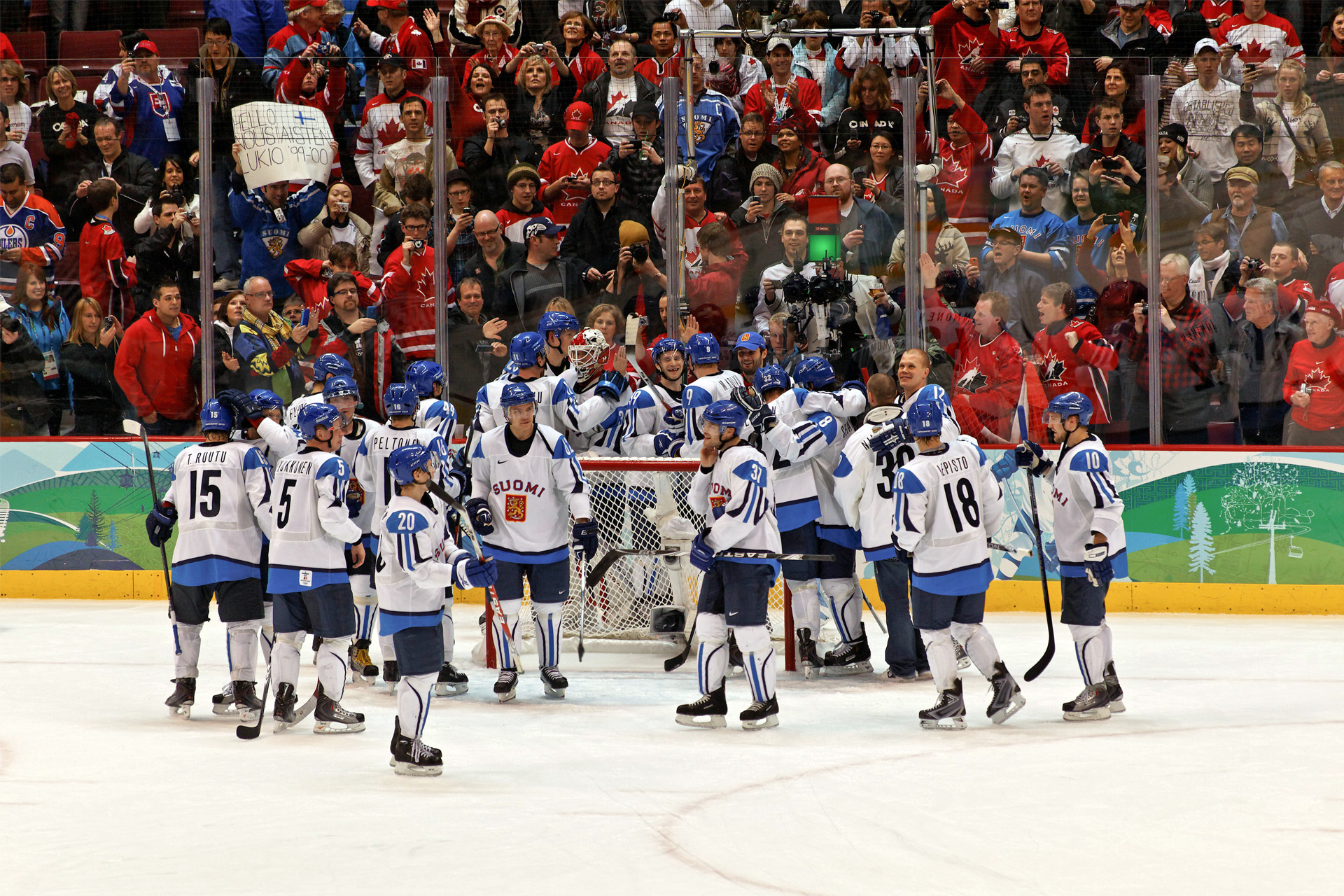
Das finnische Team bejubelt den Gewinn der Bronzemedaille

In einem mehr als abwechslungsreichen Spiel um die Bronzemedaille hatten die Finnen am Ende das bessere Ende für sich. Sie besiegten die Slowakei mit 5:3.
Kurz vor Ende des ersten Drittels war der Silbermedaillengewinner von 2006 durch Verteidiger Sami Salo in Führung gegangen. Marián Gáborík, Marián Hossa und Pavol Demitra drehten die Partie im zweiten Drittel aber zu Gunsten der Slowaken, die mit einem 3:1 in den Schlussabschnitt gingen. Niklas Hagman gelang fünf Minuten nach Wiederanpfiff der Anschlusstreffer für Finnland und Olli Jokinen konnte mit Treffern innerhalb von zwei Minuten die erneute Führung für Finnland erzielen. Kurz vor Schluss stellte Valtteri Filppula den Endstand her.
| 27. Februar 2010 19:00 Uhr | 28. Februar 2010 4:00 Uhr | Finnland S. Salo (18:50) N. Hagman (45:06) O. Jokinen (46:41) O. Jokinen (48:41) V. Filppula (59:49) | 5:3 (1:0, 0:3, 4:0) Spielbericht | Slowakei M. Gáborík (29:56) M. Hossa (35:38) P. Demitra (38:45) | Canada Hockey Place, Vancouver Zuschauer: 17.322 |

### Finale

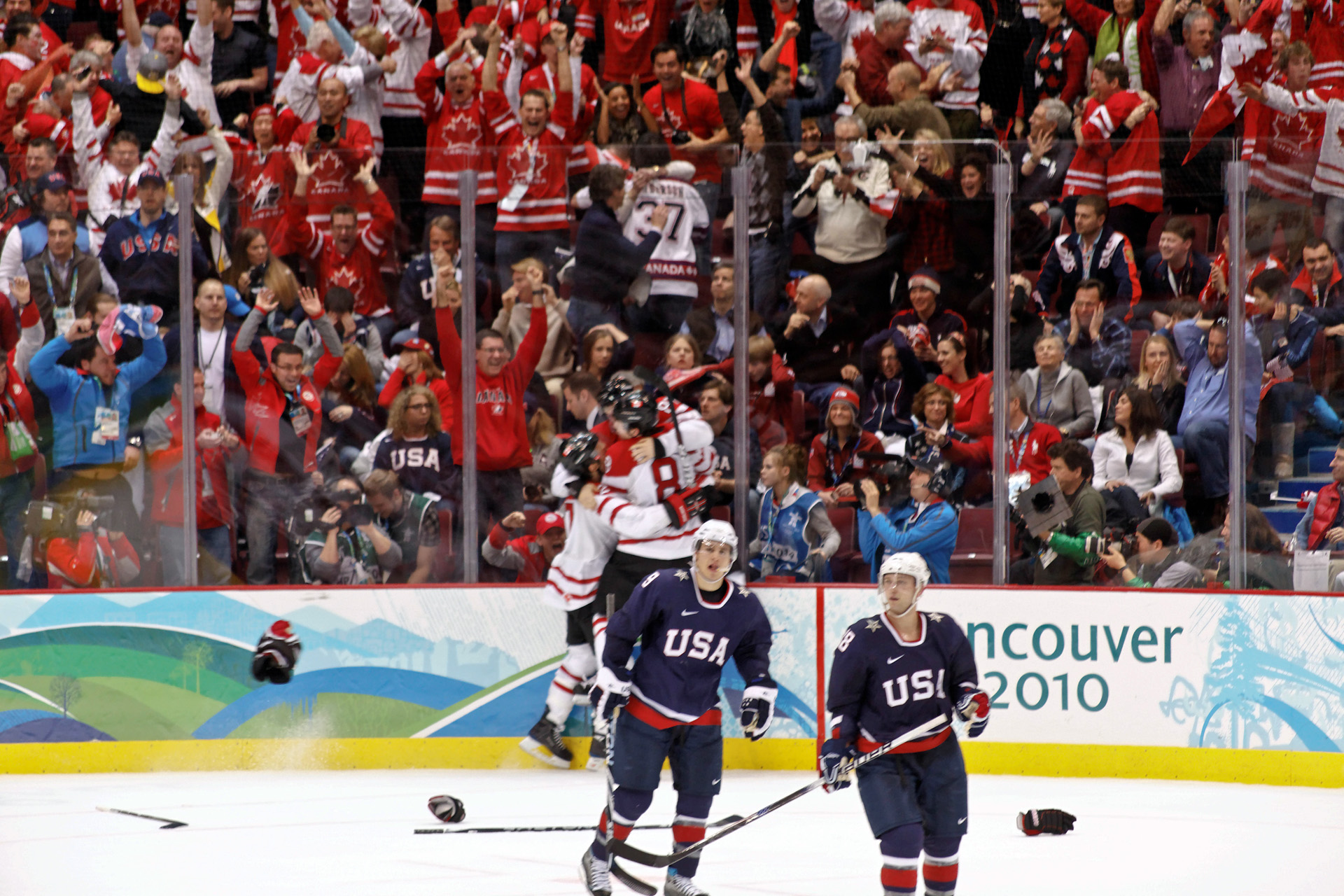
Sidney Crosby und seine Mitspieler jubeln nach dem 3:2-Siegtreffer

Im Finale – der Neuauflage des Finals des olympischen Eishockeyturniers des Jahres 2002 in Salt Lake City – trafen die Kanadier auf die Vereinigten Staaten. Beide waren bereits in der Vorrunde aufeinandergetroffen, als die US-Amerikaner überraschend, aber verdient mit 5:3 die Oberhand behalten hatten.
Die Gastgeber gingen im Gegensatz zur Vorrundenpartie diesmal in Führung. Jonathan Toews traf in der 13. Spielminute nach Vorlage von Mike Richards. Beim Stand von 1:0 für die Kanadier ging es auch in die Drittelpause, nach deren Ende Kanada die Partie auch weiterhin dominierte. Corey Perry gelang in der 28. Minute das 2:0, ehe Ryan Kesler fünfeinhalb Minuten später den Anschlusstreffer für die US-Amerikaner erzielte. Im Schlussabschnitt drückten die Vereinigten Staaten auf den Ausgleich, wurden aber nur selten zwingend, da die Kanadier diszipliniert spielten. Eineinhalb Minuten vor Spielende nahmen die US-Amerikaner Torhüter Ryan Miller für einen sechsten Feldspieler aus dem Tor. Die Überzahl führte 25 Sekunden vor dem Ende zum Ausgleich durch Zach Parise. In der Verlängerung, die mit lediglich vier Feldspielern auf beiden Seiten bestritten wurde, erzielte Sidney Crosby nach 7:40 Minuten auf Vorlage von Jarome Iginla den 3:2-Siegtreffer für Kanada.
| 28. Februar 2010 12:15 Uhr | 28. Februar 2010 21:15 Uhr | USA R. Kesler (32:44) Z. Parise (59:35) | 2:3 n. V. (0:1, 1:1, 1:0, 0:1) Spielbericht | Kanada J. Toews (12:50) C. Perry (27:13) S. Crosby (67:40) | Canada Hockey Place, Vancouver Zuschauer: 17.748 |

## Statistik

### Beste Scorer
Als bester Scorer ging der slowakische Stürmer Pavol Demitra aus dem Turnier hervor. Er verbuchte in sieben Spielen zehn Punkte und lag damit einen Punkt vor seinem Teamkollegen Marián Hossa. Demitra und der Kanadier Jonathan Toews waren mit sieben Assists die besten Torvorbereiter des Wettbewerbs. Der kanadische Olympiasieger Jarome Iginla erwies sich mit fünf Toren am Treffsichersten.
Der offensivstärkste Verteidiger des Turniers war der US-Amerikaner Brian Rafalski mit vier Toren und insgesamt acht Scorerpunkten war er gemeinsam mit Zach Parise auch der gefährlichste Angreifer der Vereinigten Staaten.
Abkürzungen: Sp = Spiele, T = Tore, V = Vorlagen, Pkt = Punkte, +/− = Plus/Minus, SM = Strafminuten; Fett: Turnierbestwert
| Spieler        | Team     | Sp | T | V | Pkt | +/− | SM |
| -------------- | -------- | -- | - | - | --- | --- | -- |
| Pavol Demitra  | Slowakei | 7  | 3 | 7 | 10  | ±0  | 2  |
| Marián Hossa   | Slowakei | 7  | 3 | 6 | 9   | ±0  | 6  |
| Zach Parise    | USA      | 6  | 4 | 4 | 8   | +4  | 0  |
| Brian Rafalski | USA      | 6  | 4 | 4 | 8   | +7  | 2  |
| Jonathan Toews | Kanada   | 7  | 1 | 7 | 8   | +9  | 2  |
| Jarome Iginla  | Kanada   | 7  | 5 | 2 | 7   | +5  | 0  |
| Sidney Crosby  | Kanada   | 7  | 4 | 3 | 7   | +2  | 4  |
| Dany Heatley   | Kanada   | 7  | 4 | 3 | 7   | +1  | 4  |
| Ryan Getzlaf   | Kanada   | 7  | 3 | 4 | 7   | +2  | 2  |
| Niklas Hagman  | Finnland | 6  | 4 | 2 | 6   | −3  | 2  |

### Beste Torhüter
Unter den Torhütern wies der US-Amerikaner Ryan Miller mit 94,56 Prozent abgewehrten Torschüssen die beste Fangquote auf, womit er maßgeblichen Anteil am Finaleinzug der US-Amerikaner hatte. Der Schwede Henrik Lundqvist erreichte mit 1,34 den niedrigsten Gegentorschnitt pro Spiel und verbuchte zwei Shutouts. Die längste Zeit auf dem Eis verbrachte Jaroslav Halák aus der Slowakei, der alle sieben Spiele seines Teams bestritt und über 422 Minuten absolvierte.
Abkürzungen: Sp = Spiele, Min = Eiszeit (in Minuten), GT = Gegentore, SO = Shutouts, GAA = Gegentorschnitt, Sv% = Fangquote; Fett: Turnierbestwert
| Spieler          | Team       | Sp | Min    | GT | SO | GAA  | Sv%   |
| ---------------- | ---------- | -- | ------ | -- | -- | ---- | ----- |
| Ryan Miller      | USA        | 6  | 355:07 | 8  | 1  | 1,35 | 94,56 |
| Ilja Brysgalow   | Russland   | 2  | 100:53 | 3  | 0  | 1,78 | 94,23 |
| Tomáš Vokoun     | Tschechien | 5  | 303:35 | 9  | 0  | 1,78 | 93,57 |
| Henrik Lundqvist | Schweden   | 3  | 179:05 | 4  | 2  | 1,34 | 92,73 |
| Roberto Luongo   | Kanada     | 5  | 307:40 | 9  | 1  | 1,76 | 92,68 |

## Abschlussplatzierungen
Die Platzierungen ergeben sich nach folgenden Kriterien:
- Plätze 1 bis 4: Ergebnisse im Finale sowie im Spiel um Platz 3
- Plätze 5 bis 8 (Verlierer der Viertelfinalpartien): nach Platzierung – dann Punkten, dann Tordifferenz in der Vorrunde
- Plätze 9 bis 12 (Verlierer der Viertelfinal-Qualifikationspartien): nach Platzierung – dann Punkten, dann Tordifferenz in der Vorrunde
- Plätze 13 bis 21 (Zweite Qualifikationsrunde): nach Platzierung – dann Punkten, dann Tordifferenz
- Plätze 22 bis 30 (Erste Qualifikationsrunde): nach Platzierung – dann Punkten, dann Tordifferenz
- Plätze 31 bis 33 (Vorqualifikation): nach Platzierung

| Rang | Nation      |
| ---- | ----------- |
| 1    | Kanada      |
| 2    | USA         |
| 3    | Finnland    |
| 4    | Slowakei    |
| 5    | Schweden    |
| 6    | Russland    |
| 7    | Tschechien  |
| 8    | Schweiz     |
| 9    | Belarus     |
| 10   | Norwegen    |
| 11   | Deutschland |
| 12   | Lettland    |

| Rang | Nation     |
| ---- | ---------- |
| 13   | Österreich |
| 14   | Ukraine    |
| 15   | Dänemark   |
| 16   | Kasachstan |
| 17   | Italien    |
| 18   | Japan      |
| 19   | Slowenien  |
| 20   | Frankreich |
| 21   | Ungarn     |

| Rang | Nation         |
| ---- | -------------- |
| 22   | Litauen        |
| 23   | Estland        |
| 24   | Polen          |
| 25   | Großbritannien |
| 26   | Kroatien       |
| 27   | Niederlande    |
| 28   | Serbien        |
| 29   | Rumänien       |
| 30   | Spanien        |

| Rang | Nation    |
| ---- | --------- |
| 31   | Bulgarien |
| 32   | Mexiko    |
| 33   | Türkei    |

## Medaillengewinner
| Olympiasieger Kanada | Patrice Bergeron, Dan Boyle, Martin Brodeur, Sidney Crosby, Drew Doughty, Marc-André Fleury, Ryan Getzlaf, Dany Heatley, Jarome Iginla, Duncan Keith, Roberto Luongo, Patrick Marleau, Brenden Morrow, Rick Nash, Scott Niedermayer, Corey Perry, Chris Pronger, Mike Richards, Brent Seabrook, Eric Staal, Joe Thornton, Jonathan Toews, Shea Weber Cheftrainer: Mike Babcock Assistenztrainer: Ken Hitchcock, Jacques Lemaire, Lindy Ruff |

| Silber USA | David Backes, Dustin Brown, Ryan Callahan, Chris Drury, Tim Gleason, Erik Johnson, Jack Johnson, Patrick Kane, Ryan Kesler, Phil Kessel, Jamie Langenbrunner, Ryan Malone, Ryan Miller, Brooks Orpik, Zach Parise, Joe Pavelski, Jonathan Quick, Brian Rafalski, Bobby Ryan, Paul Stastny, Ryan Suter, Tim Thomas, Ryan Whitney Cheftrainer: Ron Wilson Assistenztrainer: Scott Gordon, John Tortorella |

| Bronze Finnland | Niklas Bäckström, Valtteri Filppula, Niklas Hagman, Jarkko Immonen, Olli Jokinen, Niko Kapanen, Miikka Kiprusoff, Mikko Koivu, Saku Koivu, Lasse Kukkonen, Jere Lehtinen, Sami Lepistö, Toni Lydman, Antti Miettinen, Antero Niittymäki, Janne Niskala, Ville Peltonen, Joni Pitkänen, Jarkko Ruutu, Tuomo Ruutu, Sami Salo, Teemu Selänne, Kimmo Timonen Cheftrainer: Jukka Jalonen Assistenztrainer: Risto Dufva, Timo Lehkonen |

## Auszeichnungen
Spielertrophäen

| Auszeichnung         | Spieler        | Team   |
| -------------------- | -------------- | ------ |
| Bester Torhüter      | Ryan Miller    | USA    |
| Bester Verteidiger   | Brian Rafalski | USA    |
| Bester Stürmer       | Jonathan Toews | Kanada |
| Wertvollster Spieler | Ryan Miller    | USA    |

All-Star-Team
| Angriff:      | Zach Parise – Jonathan Toews – Pavol Demitra |
| Verteidigung: | Brian Rafalski – Shea Weber                  |
| Tor:          | Ryan Miller                                  |